# كيستريت
كيستريت هو معدن كبريتيد مع صيغة كيميائية من Cu2 (Zn ، Fe) SnS4. في هيكلها الشبكي، تشترك ذرات الزنك والحديد في نفس المواقع الشبكية. كيستريت هو الصنف الغني بـالزنك في حين أن الشكل الفقير بالزنك يسمى ferrokesterite أو stannite. بسبب تشابهها، يُطلق على الكستريت أحيانًا اسم الإيزوستانيت. يتم اختصار الشكل الاصطناعي للكستريت على أنه CZTS (من كبريتيد القصدير والنحاس والزنك). يمتد اسم كيستريت أحيانًا ليشمل هذه المادة الاصطناعية وأيضًا CZTSe ، الذي يحتوي على السيلينيوم بدلاً من الكبريت.

## حادثة
تم وصف كيستريت لأول مرة في عام 1958 فيما يتعلق بحدوث رواسب Kester (والمنطقة المرتبطة به) في جبل Ynnakh، حوضYana Yakutia، روسيا ، حيث تم اكتشافه.
توجد عادة في الأوردة الحرارية المائية بالكوارتز- كبريتيد المرتبطة بترسبات خام القصدير، تشمل المعادن المرتبطة بها أرسينوبيريت، ستانويديت، كالكوبايرايت، كالكوسيت، سفاليريت وتينانتيت.
يوجد الستانيت والكستريت معًا في ترسب Ivigtut cryolite في جنوب جرينلاند. تتشكل المحاليل الصلبة بين Cu2FeSnS4 و Cu2ZnSnS4 عند درجات حرارة أعلى من 680 درجة مئوية. هذا يفسر الكستريت المنحل في مادة الستانيت الموجود في الكريوليت.

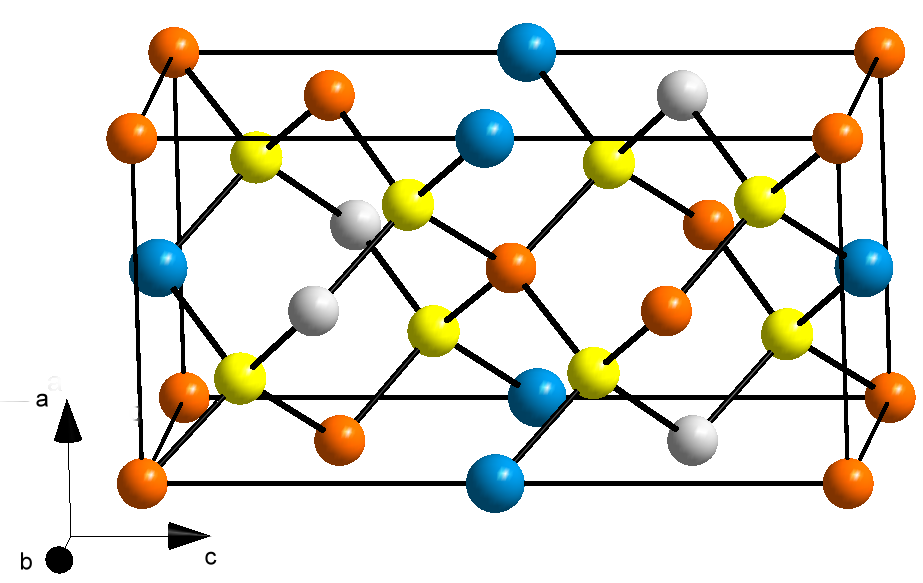
Kesterite structure. Orange: Cu, blue: Sn, grey: Zn/Fe, yellow: S

## يستخدم
يجري البحث عن مواد مثل الكستريت كمواد كهروضوئية شمسية.